# Bipirámide triangular
En geometría, la bipirámide triangular es la primera del conjunto infinito de bipirámides isoédricas. Es el dual del prisma triangular con 6 caras triangulares isósceles.
Si las caras son triángulos equiláteros, entonces también es uno de los sólidos de Johnson, (J12). Como sugiere su nombre, puede construirse uniendo dos tetraedros de forma que compartan una cara. Aunque todas sus caras son congruentes y el sólido es isoédrico (o de caras uniformes), no es un sólido platónico, ya que algunos vértices son comunes a tres caras y otros son comunes a cuatro caras. Al ser un sólido de Johnson, con seis triángulos equiláteros, también pertenece al conjunto de los deltaedros.

## Fórmulas
Fórmulas de la altura ({\displaystyle H}), área ({\displaystyle A}) y volumen ({\displaystyle V}) de la bipirámide triangular con caras regulares (sólido de Johnson) y aristas de longitud {\displaystyle L}:
{\displaystyle H=L\cdot {\frac {2{\sqrt {6}}}{3}}\approx L\cdot 1.632993162}
{\displaystyle A=L^{2}\cdot {\frac {3{\sqrt {3}}}{2}}\approx L^{2}\cdot 2.598076211}
{\displaystyle V=L^{3}\cdot {\frac {\sqrt {2}}{6}}\approx L^{3}\cdot 0.235702260}